# Jack Fischer
Jack David Fischer (Louisville, 23 januari 1974) is een Amerikaans ruimtevaarder. Op 20 april 2017 vertrok hij met de ruimtevlucht Sojoez MS-04 voor zijn eerste verblijf aan boord van het Internationaal ruimtestation ISS.
Fischer maakt deel uit van NASA Astronautengroep 20. Deze groep van 14 astronauten begon hun training in augustus 2009 en werden op 4 november 2011 astronaut. 
Hij verbleef tijdens zijn eerste missie vijf maanden in de ruimte om deel te nemen aan ISS-Expeditie 51 en ISS-Expeditie 52.